# Jock Young
Jock Young (* 4. März 1942 in Midlothian; † 16. November 2013 in New York City) war ein britischer Soziologe und Kriminologe.
Der Sohn eines schottischen LKW-Fahrers machte das Bachelor- und das Master-Examen an der London School of Economics und wurde 1971 ebendort mit einer Arbeit über die gesellschaftliche Reaktion auf Drogenkonsum (The Drugtakers. The Social Meaning of Drug Use) zum Ph.D. promoviert. In dieser Untersuchung entwickelte er den Begriff Moral Panic.
Young war zuerst Soziologie-Professor an der Middlesex University dann an der University of Kent und lehrte schließlich an der City University of New York.
Ab etwa 1968 gehörte Young zu den wichtigsten Begründern einer marxistisch orientierten Kritischen Kriminologie (der sogenannten „New Criminology“) in Großbritannien, die sich später zu einem sozialdemokratischen Neuen Realismus (left realism) abschwächte. Später hat sich Young in seinen Forschungen der Cultural Criminology zugewandt. 

## Schriften (Auswahl)
- The Drugtakers. The Social Meaning of Drug Use. MacGibbon and Kee, London 1971, ISBN 0-261-63228-0.
- mit Ian Taylor, Paul Walton: The New Criminology. For a Social Theory of Deviance. Routledge and Kegan Paul, London 1973, ISBN 0-7100-7472-7.
- mit Ian Taylor, Paul Walton: Critical criminology. Routledge and Kegan Paul, London 1975, ISBN 0-7100-8023-9.
- mit Roger Roger Matthews: Confronting crime.  Sage Publications, London 1986, ISBN 0-8039-9731-0.
- mit Roger Matthews (Hrsg.): Rethinking Criminology: The Realist Debate. Sage Publications, London 1992, ISBN 0-8039-8620-3.
- The Exclusive Society. Social Exclusion, Crime and Difference in Late Modernity. Sage Publications, London   1999, ISBN 0-8039-8150-3.
- mit Roger Matthews (Hrsg.): The New Politics of Crime and Punishment. Willan Pub., Cullompton 2003, ISBN 1-903240-92-1.